# 1,2,3-trimetilbenceno
El 1,2,3-trimetilbenceno es un hidrocarburo aromático con fórmula molecular C9H12. Está presente en ciertos líquidos centelladores. Es un líquido incoloro inflamable. Es casi insoluble en agua pero soluble en solventes orgánicos. Se encuentra naturalmente en el alquitrán de hulla y el petróleo. Es uno de los tres isómeros de trimetilbenceno. Se utiliza en combustible para aviones, mezclado con otros hidrocarburos, para evitar la formación de partículas sólidas que podrían dañar el motor.

## Producción y usos
Industrialmente, se aísla de la fracción de hidrocarburos aromáticos C9 durante la destilación del petróleo. También se genera por metilación de tolueno y xilenos.